# توماس أولريتش
توماس أولريتش (بالألمانية: Thomas Ulrich)‏ (مواليد 11 يوليو 1975) هو ملاكم ألماني، مثّل بلاده في الألعاب الأولمبية الصيفية 1996.

## روابط خارجية
توماس أولريتش على موقع بوكس ريك (الإنجليزية) (registration required)
- توماس أولريتش على موقع اللجنة الأولمبية الدولية (الإنجليزية)
- توماس أولريتش على موقع أوليمبيديا (الإنجليزية)